# Эметология
Эметология (от лат. emesis — рвота) или эметикология — область медицины, изучающая тошноту, рвоту, её физиологию, механизмы её осуществления, противорвотную терапию, методы предупреждения и купирования рвоты при различных заболеваниях, при проведении химиотерапии, лучевой терапии, после хирургических операций и т. д.
Эметология выделилась в самостоятельную область медицины относительно недавно, когда стали ясны сложность и многофакторность патофизиологических механизмов, лежащих в основе чувства тошноты и рвотного акта, и крайняя важность профилактики и лечения тошноты и рвоты для улучшения качества жизни онкологических больных и переносимости химио- и лучевой терапии.
Именно благодаря успехам современной эметологии открылась роль стимуляции серотониновых 5-HT3, гистаминовых H1, M-холинергических и дофаминовых D2 рецепторов триггерной зоны и рвотного центра в возникновении тошноты и рвоты и стала возможной разработка современных методов комбинированной противорвотной терапии, а также открытие новых классов противорвотных лекарств, таких как сетроны, алкалоиды конопли, антагонисты субстанции P, и открытие выраженной противорвотной активности у давно известных глюкокортикоидов. Это сделало возможным проведение высокодозной химиотерапии онкологических больных с минимальными явлениями тошноты и рвоты.